# Croda International
Croda International ist ein britisches Unternehmen, das seinen Sitz in Snaith (England) hat. Es ist tätig auf dem Gebiet der Spezialchemie. Seine Aktivitäten bestehen aus vier globalen Marktsektoren: Personal Care, Life Sciences, Performance Technologies und Industrial Chemicals. Zu den Produkten und Märkten gehören Klebstoffe, Agrochemikalien, Schönheits- und Körperpflegeprodukte, Nahrungsergänzungsmittel, Lebensmittelzutaten, Möbel und Holz, Schmierstoffe, Oleochemikalien, Farben und Lacke, Pharmazeutika, Polymere und Additive, Hautgesundheit und Wasseraufbereitung.
Es ist an der Londoner Börse gelistet und Teil des FTSE 100 Index.

## Geschichte
(Quellen:)
Das Unternehmen wurde 1925 von George William Crowe und dem Chemiker Henry James Dawe gegründet. Crowe kaufte eine verlassene Wasserwerksanlage in Rawcliffe Bridge, die später zur Herstellung von Lanolin verwendet wurde. Lanolin ist ein natürliches Schutzfett, das in Schafwolle vorhanden ist und ausgewaschen werden muss, bevor die Wolle gewebt werden kann. Das Unternehmen erhielt den Namen Croda (eine Kombination aus den ersten Buchstaben seines Nachnamens und dem seines Partners Dawe). Lanolin erwies sich als wirksames Rostschutzmittel. In den ersten Jahrzehnten der Unternehmensgeschichte wurden die Produkte in der Maschinenbau- und Automobilindustrie abgesetzt.
Der Zweite Weltkrieg brachte neue Verträge zur Lieferung von Artikeln wie Tarnölen, Insektenschutzmitteln und Waffenreinigungsölen. Nach dem Ende des Krieges brach dieses Geschäft weg, und das Unternehmen wandte sich der Kosmetik zu, insbesondere auf dem amerikanischen Markt. Viele amerikanische Kosmetikunternehmen begannen, Croda-Lanolin-Produkte zu verwenden.

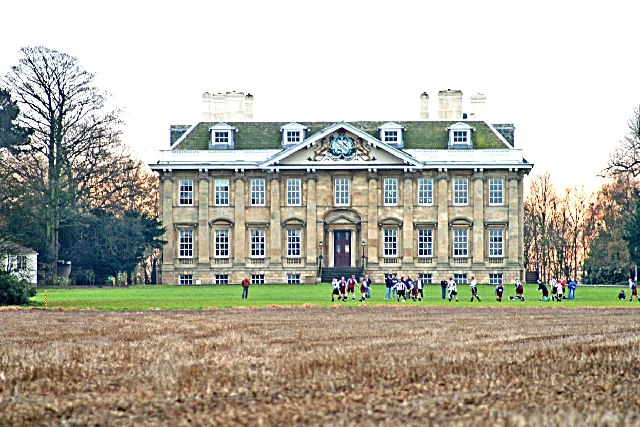
Cowick Hall

Nach dem Krieg leitete der CEO Fred Wood das Unternehmenswachstum, führte Croda in den 1950er Jahren in die USA und gründete ein Büro in New York City. Damit war der Grundstein für Croda Inc. gelegt, das heute über zwei Produktionsstandorte und Teams in den USA und Kanada verfügt.
1954 wurde C M Keyworth of Leek erworben, heute Crodas bedeutendste Omega-3-Produktionsstätte. 1955 wurde der erste europäische Produktionsstandort außerhalb des Vereinigten Königreichs in Italien eröffnet. Die wachsenden Märkte für Designerwolle machen es zum perfekten Standort für den Ausbau der Lanolinproduktion. 1956 erfolgte der Umzug nach Cowick Hall, dem ehemaligen Landsitz von Viscount Downe, nur wenige Kilometer von der ersten Produktionsstätte entfernt. Croda Inc. führt weiterhin den Lanolinmarkt in den USA an und erwarb 1957 das Lanolingeschäft der Hummel Chemical Company.
Im Jahre 1964 erfolgte der Börsengang an der Londoner Börse. Die Produktion expandierte mit der Gründung von Croda Nippon, Japan, zunächst durch ein Joint Venture mit Sansho Oil and Fat Trading. 1967 wurde die in Hull ansässige United Premier Oil & Cake Company übernommen. Mit der Übernahme von British Glues and Chemicals, einem der größten Gelatinehersteller Großbritanniens, und Bowmans Chemicals, einem Hersteller von Lebensmittelsäuren und Spezialchemikalien für die Metallveredelung, wurde das Portfolio 1968 erweitert. 1970 erfolgte die Übernahme von John L. Seaton and Co, einem Spezialisten für hochreine und hochwertige Naturöle. Croda brachte als erstes Unternehmen ein hydrolysiertes Protein für die Kosmetikindustrie auf den Markt. 1977 wurde die erste Produktionsstätte in Lateinamerika errichtet.
1982 konnte ein Übernahmeangebot von Burmah Oil abgewehrt werden.
Mit der Übernahme von Novarom 1991, das 1998 in Crodarom umbenannt wurde, war man in der Lage, Pflanzen- und Pflanzenextrakte durch neue Extraktionstechniken herzustellen. 1997 folgte die Übernahme von Sederma, einem weltweit führenden Anbieter von Wirkstoffen für die Hautpflege, der 1995 die ersten Ceramide synthetisierte.
1998 kaufte Croda Westbrook Lanolin. Durch die Übernahme von Uniqema im Jahre 2006 von ICI wurden die Produktionskapazitäten in den Bereichen Tenside, Sonnenschutzmittel, Pflanzenpflege, polymere Tenside, Dimersäurechemie und Polymeradditive erweitert.
2019 wurde der marktführende Spezialist für Impfstoff-Adjuvans Brenntag Biosector erworben, der später zu Croda Denmark wurde. 2020 erfolgte die Übernahme von Avanti Polar Lipids, einem führenden Unternehmen für lipidbasierte Arzneimittelabgabetechnologien für Pharmazeutika.